# Ik weet wie je bent
Ik weet wie je bent is een Nederlandse dramaserie uit 2018, uitgezonden door de KRO-NCRV op NPO 3. De eerste aflevering werd uitgezonden op 26 augustus 2018. De serie is een remake van de Spaanse serie Sé quién eres.

## Plot
Het verhaal draait om advocaat Daniël Elias, die zichzelf op een nacht aantreft in een kapotgereden auto, op een verlaten bosweggetje. Hij weet niet wie hij is en hoe hij daar is terecht gekomen. In de dagen die volgen maakt hij opnieuw kennis met zijn gezin en andere mensen in zijn leven. Ondertussen vraagt de buitenwacht zich af wat er gebeurd is met Anna van Leer. Haar bloed is aangetroffen in de auto van Elias, maar van Anna zelf ontbreekt ieder spoor.
Terwijl Daniël Elias langzaam zijn geheugen terugkrijgt, wordt steeds meer bekend over wat er met Anna gebeurd is. De nasleep van de verdwijning, en de zoektocht naar haar lichaam heeft zijn weerslag op al haar naasten.

## Opnames
De opnames vonden plaats in april 2018. In totaal waren er bijna honderd dagen opnames, en de scenes van verschillende afleveringen werden door elkaar heen opgenomen.

## Ontvangst
De serie werd gezien als de opvolger van Penoza.
De eerste aflevering van de serie werd bekeken door bijna een miljoen kijkers, en werd in de eerste twee weken na de uitzending 225.000 maal teruggekeken.
Ondanks dat de serie erg goed ontvangen werd, waren de kijkers niet te spreken over de afloop van de serie. De meeste kijkers vonden het einde waardeloos en bleven met veel onbeantwoorde vragen achter.

## Acteurs, hun rol en rolbeschrijving

### Het gezin van Daniël Elias
Het gezin van Daniël Elias, de hoofdpersoon in de serie, bestaat uit Daniel Elias, zijn vrouw Alize en hun kinderen Paul en Juliette. 
- Daniël Elias (Daan Schuurmans), succesvolle, strategische en meedogenloze advocaat en docent aan de rechtenfaculteit van de universiteit.
- Alize Kasteel (Ariane Schluter), rechter van beroep en manipulatief van aard. Zorgt ervoor dat menig hachje gered wordt, maar verwacht daar wel wat voor terug.
- Paul Elias (Alex Hendrickx), de jongvolwassen, thuiswonende zoon van het echtpaar. Is loyaal naar zijn beide ouders, en zorgzaam richting zijn zusje. Heeft Anna van Leer enkele maanden geleden in het geheim zwanger gemaakt.
- Bruno Elias (Alex Hendrickx), de gehandicapte tweelingbroer van Paul Elias. Bevindt zich in vegetatieve toestand in een instelling, en dat hij nog leeft wordt door zijn ouders angstvallig geheimgehouden.
- Juliette Elias (Puck van Stijn), de dertienjarige dochter en de onschuld zelve. Ze beschouwt Anna van Leer als een van haar beste vriendinnen.

### Het gezin van Anna van Leer
Het gezin van Anna van Leer, het vermiste meisje, is samengesteld uit dat van weduwnaar Ramon van Leer en zijn dochter Anna, en uit dat van Sylvia Kasteel en haar zoon Marc. 
- Anna van Leer (Gaite Jansen) is een jonge, ambitieuze rechtenstudente aan de universiteit van haar vader. Ze is manipulatief en windt mannen makkelijk om haar vinger. Het lukt haar echter niet om Daniël Elias het bed in te krijgen. Heeft recent op dringend verzoek van Alize Kasteel in het geheim een abortus laten plegen, omdat ze zwanger was van Paul Elias.
- Ramon van Leer (Jaap Spijkers) is rector aan de universiteit. Zijn vrouw stierf toen zijn dochter een jaar of zeven was. Hij heeft zeer recent ontdekt dat hij kanker heeft, en heeft nog slechts een aantal weken te leven. Hij spant met advocatenkantoor Vrijman een zaak aan tegen Daniël Elias, omdat hij er zeker van is dat Elias weet waar zijn dochter is.
- Sylvia Kasteel (Nanette Edens) is zo'n 10 jaar geleden met haar zoon bij Ramon ingetrokken. Ze is de zus van Alize Kasteel. Het welzijn van haar zoon is het belangrijkste in haar leven. Ze weet als een van de weinigen van de abortus van Anna, maar vertelt niets aan Ramon, omdat Alize haar heeft verteld dat haar zoon Marc de vader is.
- Marc Kasteel (David Elsendoorn), naieve jongen die af en toe totaal door het lint kan gaan. Hij is één keer door zijn stiefzus Anna verleid en sindsdien verliefd op haar.

### Advocatenkantoor Vrijman
Klein advocatenkantoor dat bestaat uit zakenpartners David Vrijman en Eva van Duren. Wanneer zijn dochter Anna van Leer verdwijnt, huurt Ramon van Leer het kantoor in, omdat hij ervan overtuigd is dat Daniel Elias voor de verdwijning verantwoordelijk is. Het kantoor heeft nog weinig zaken, en kan de nieuwe zaak tegen Elias goed gebruiken om het hoofd boven water te houden. 
- David  Vrijman (Tibor Lukács), jonge ambitieuze advocaat met zijn eigen kantoor. Heeft kortstondige relaties en one-night-stands met verschillende vrouwen uit zijn omgeving, waaronder de secretaresse op zijn kantoor, en met concurrent Martha de Hert. Hij is echter heimelijk verliefd op zijn zakenpartner Eva van Duren.
- Eva van Duren (Sophie van Winden) is een jonge, ambitieuze advocate die het recht wil laten zegevieren. Acht jaar geleden heeft ze een korte relatie gehad met Daniël Elias, en ze is nog altijd niet helemaal over de breuk heen.

### Advocatenkantoor Elias & De Heerdt
Het advocatenkantoor van zakenpartners en vrienden Gabor de Heerdt en Daniel Elias. Het kantoor staat er bekend om dat ze al menig zaak heeft weten te winnen. Manipulatie en verdraaiing van feiten wordt daarbij niet geschuwd.  
- Gabor de Heerdt (Ali Ben Horsting), meedogenloze advocaat en de beste vriend van Daniël Elias.
- Suzanne Martijn (Nhung Dam), jonge advocate. Speelt in het geheim dubbelspel door enerzijds het bed met Gabor de Heerdt te delen, en anderzijds door in opdracht van Daniël Elias een belastend dossier over De Heerdt samen te stellen.
- Martha de Hert (Hannah van Lunteren), doelgerichte strafpleiter. Werkt aanvankelijk voor het Openbaar Ministerie, maar werkt zich al gauw binnen bij advocatenkantoor Elias & De Heerdt, omdat daar meer te verdienen is.

### Overig
- Arend Valk (John Buijsman), rechercheur zonder dubbele agenda. Onderzoekt de verdwijning van Anna van Leer.
- Auke de Ridder (Jonathan Huisman), rechercheur. Onderzoekt de verdwijning van Anna van Leer.
- Charlotte (Charley) Meurs (Melody Klaver), somber meisje met een getroubleerd verleden. Ze woont op een studentenkamer met haar beste vriendin Anna van Leer. Wil met Anna naar Thailand om samen een duikschool te beginnen. Wanneer ze door Alize Kasteel onder druk gezet wordt om bepaalde informatie over het gezin van Kasteel en de verdwijning van Anna niet te onthullen, pleegt ze kort daarna zelfmoord.
- Sebastiaan (Sonny) Meurs (Vanja Rukavina), briljante student en eigenaar van een populair weblog waarin hij onder andere universitaire docenten ridiculiseert. Heeft zijn ouders zes jaar geleden verlaten om zijn zusje Charley bij te staan. Hij heeft om verschillende redenen een afkeer van bijna alle leden van het gezin Elias-Kasteel.
- Herman Kasteel (Johan Leysen), ooit succesvol strafpleiter, maar zit nu een lange straf uit voor de moord op zijn vrouw, de moeder van Alize en Sylvia Kasteel. Hijzelf beweert dat het ging om hulp bij zelfdoding, als daad van barmhartigheid. Anna van Leer kwam hem met enige regelmaat in de gevangenis opzoeken, en hij genoot altijd van haar bezoekjes. Daarom heeft hij haar verteld waar hij 100.000 euro verstopt heeft, zodat ze van het geld een duikschool kan beginnen.

## Afleveringen
| Afl. | Datum             | Kijkcijfer |
| ---- | ----------------- | ---------- |
| 1    | 26 augustus 2018  | 985.000    |
| 2    | 02 september 2018 | 832.000    |
| 3    | 09 september 2018 | 485.000    |
| 4    | 16 september 2018 | 1.088.000  |
| 5    | 23 september 2018 | 632.000    |
| 6    | 30 september 2018 | 555.000    |
| 7    | 07 oktober 2018   | 670.000    |
| 8    | 14 oktober 2018   | 612.000    |
| 9    | 21 oktober 2018   | 508.000    |
| 10   | 28 oktober 2018   | 553.000    |
| 11   | 04 november 2018  | 584.000    |
| 12   | 11 november 2018  | 542.000    |
| 13   | 18 november 2018  | 579.000    |
| 14   | 25 november 2018  | 586.000    |
| 15   | 2 december 2018   |            |
| 16   | 9 december 2018   |            |